# 申訴專員公署

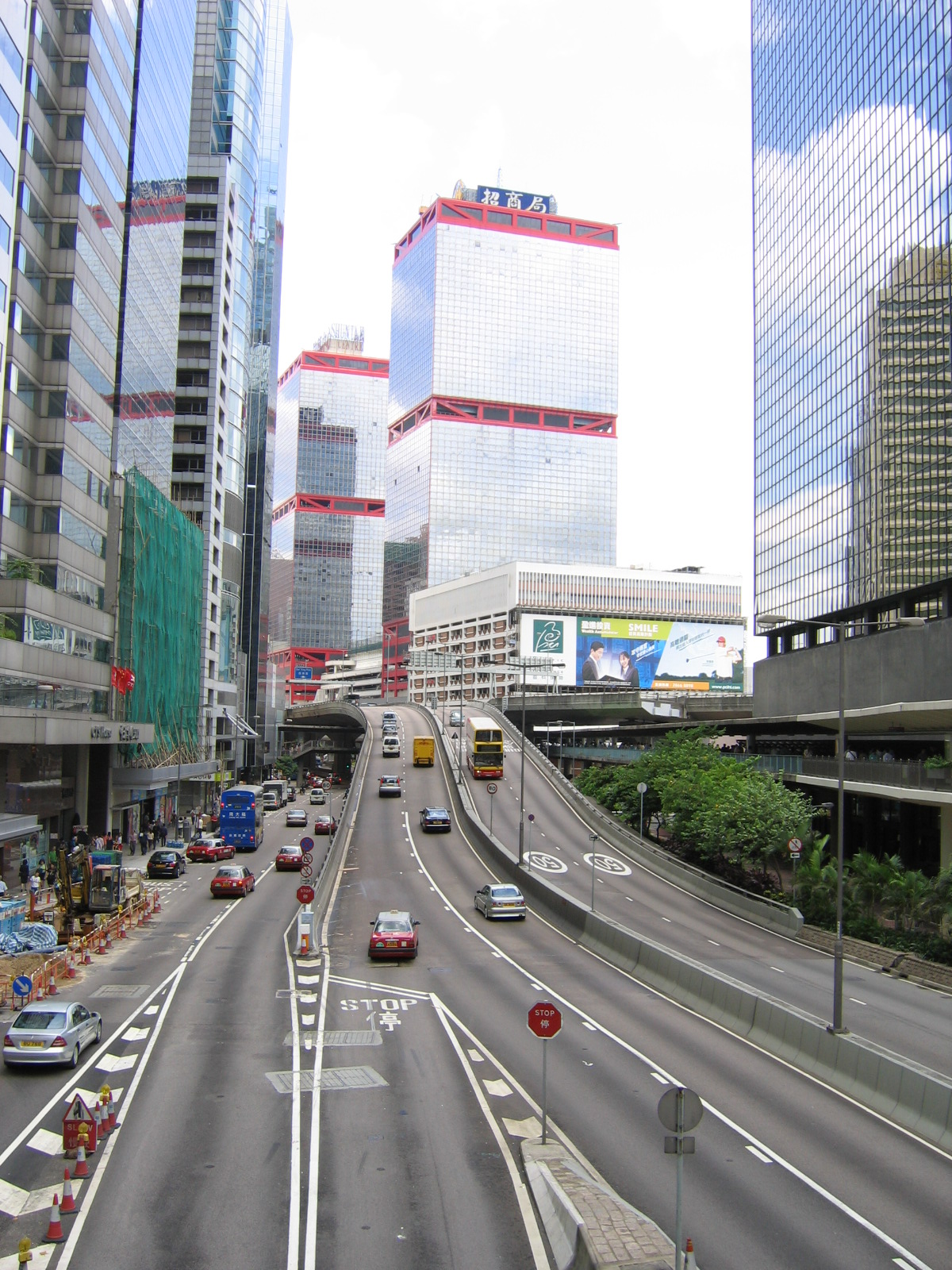
申訴專員公署總部所在大廈──信德中心招商局大廈（中）

申訴專員公署（英語：Office of the Ombudsman），前稱行政事務申訴專員公署，於1989年成立，是直接向行政長官負責的獨立法定機構，監察香港政府運作。透過獨立、客觀及公正的調查，處理及解決因為政府部門及公營機構行政失當引起的不滿和問題，以及提高公共行政的質素和水平，並促進行政公平。
申訴專員由行政長官委任，任期為5年。但與一般法定機構首長不同，若然行政長官要將申訴專員免職，必需先經立法會批准。
預防投訴是申訴專員公署職責，關乎政府執行公權力時的尊嚴，這個職責對政府執行政策尤其重要。為防止市民濫用投訴機制，在特別情況下，申訴專員公署更會在拒絕受理市民投訴的同時，向投訴人聲明切勿作出無理投訴。

## 職能
申訴專員擔當監察政府的角色，以確保：
- 官僚習性不會影響行政公平
- 公營機構向市民提供便捷的服務
- 防止濫用職權
- 把錯誤糾正
- 在公職人員受到不公平指責時指出事實真相
- 人權得以保障
- 公營機構不斷提高服務質素和效率根據香港法例第397章《申訴專員條例》，申訴專員有權：
- 調查由受屈人士提出，所以政府部門及公營機構（除公務員敍用委員會秘書處、輔助警察隊、香港警務處、廉政公署以外）涉嫌行政失當的投訴
- 就政府部門及公營機構涉嫌違反《公開資料守則》的投訴進行調查
- 就可能廣受市民大眾關注的課題進行主動調查

## 歷史
1988年，立法局通過《行政事務申訴專員條例草案》，翌年制定《行政事務申訴專員條例》，3月1日起正式運作；同年，行政事務申訴專員公署成為國際申訴專員協會成員。
1994年7月1日，行政事務申訴專員改稱申訴專員，行政事務申訴專員公署改稱申訴專員公署。1996年12月27日，申訴專員的英文名稱由The Commissioner for Administrative Complaints改稱為The Ombudsman，申訴專員公署的英文名稱改稱Office of The Ombudsman。

## 歷任首長
（於1994年7月1日前稱行政事務申訴專員）
- 賈施雅（1989年2月1日[3]－1994年1月31日[4]）
- 蘇國榮（英语：Andrew So）（1994年2月1日[4]－1999年1月31日）
- 戴婉瑩（1999年4月1日－2009年3月31日）
- 黎年（2009年4月1日－2014年3月31日）
- 劉燕卿（2014年4月1日[5]－2019年3月31日[6]）
- 趙慧賢（2019年4月1日[7]－2024年3月31日[8]）
- 陳積志（2024年4月1日－[8]）

## 歷任副申訴專員
- 余黎青萍（2007年－2010年）
- 蘇錦成（2010年4月－[9][10]）：曾任政務司司長政務助理，離開政府前為首長級乙級政務官。

## 公署有權調查的機構
根據《香港法例》第397章《申訴專員條例》第7條，公署有權調查該條例附表1第I部列出的任何機構涉嫌行政失當的投訴：

### 第I部所列機構
- 入境事務處
- 九廣鐵路公司
- 土木工程拓展署
- 土地註冊處
- 工業貿易署
- 大學教育資助委員會秘書處
- 公司註冊處
- 公務及司法人員薪俸及服務條件諮詢委員會聯合秘書處
- 水務署
- 立法會秘書處
- 司法機構政務長轄下所有法院與審裁處的登記處及行政辦事處
- 民政事務總署
- 民航處
- 民眾安全服務處（民眾安全服務隊的行政部門，是屬於保安局屬下的政府部門）
- 民眾安全服務隊（由香港市民組成的志願輔助應急隊伍）
- 市區重建局
- 平等機會委員會
- 西九文化區管理局
- 保險業監管局
- 物業管理業監管局
- 行政長官辦公室總務室
- 地政總署
- 地產代理監管局
- 投資推廣署
- 法律援助署
- 房屋署
- 社會福利署
- 知識產權署
- 屋宇署
- 政府化驗所
- 政府物流服務署
- 政府飛行服務隊
- 政府產業署
- 政府統計處
- 政府新聞處
- 政府總部
- 食物環境衞生署
- 律政司
- 香港天文台
- 香港考試及評核局
- 香港房屋委員會
- 香港房屋協會
- 香港金融管理局
- 香港海關
- 香港電台
- 香港藝術發展局
- 香港體育學院有限公司
- 建築署
- 個人資料私隱專員
- 消防處
- 消費者委員會
- 海事處
- 財務匯報局
- 庫務署
- 財務匯報局
- 破產管理署
- 差餉物業估價署
- 強制性公積金計劃管理局
- 郵政署
- 規劃署
- 康樂及文化事務署
- 勞工處
- 稅務局
- 渠務署
- 路政署
- 運輸署
- 僱員再培訓局
- 漁農自然護理署
- 審計署
- 通訊事務管理局辦公室
- 衞生署
- 機場管理局
- 機電工程署
- 選舉事務處
- 環境保護署
- 職業訓練局
- 醫院管理局
- 醫療輔助隊（屬於政府部門的醫療輔助隊行政部門及由香港市民組成的志願隊伍）
- 證券及期貨事務監察委員會
- 懲教署
- 競爭事務委員會
- 在職家庭及學生資助事務處

以及該條例附表1第II部列出的有關政府部門違反《公開資料守則》的投訴：

### 第II部所列機構
- 公務員敍用委員會秘書處
- 香港輔助警察隊
- 香港警隊
- 廉政公署

## 電視劇
香港電台
- 申訴 (2013年)
- 申訴 II (2017年)

## 流行文化
1998申訴專員公署廣告歌曲改編自包青天。

## 網站移除部分舊報告
2025年5月，媒體發現網站移除了2023年4月之前的調查報告，合共有230項。而公署網頁指出如果公眾需要查閱相關內容，需要填寫表格，或透過電郵、書面方式提出申請。申訴專員陳積志表示目前網站的資料非常多而導致速度變慢。不過香港資訊科技商會榮譽會長方保僑指出報告的PDF文件只佔很小網絡流量。而已離職的公署資深僱員和曾經擔任申訴專員的人士對公署的做法表示痛心，擔心削減公信力，同時讓其他部門亦會跟從，並指出“‘專員非政府敵人，而是公共行政的諫官，目的不是想被諫者衰，而是想他好’，公署一直幫助政府及社會進步，不是損害政府威信”。

## 外部連結
- 申訴專員公署 （页面存档备份，存于）